# Konwersatorium „Dialog 96”
Konwersatorium: „Dialog '96” – forum dyskusyjne środowiska polonii chicagowskiej działające w latach 1996–2000 z inicjatywy dziennikarzy polonijnych, mające za cel zainteresowanie szerszych rzesz emigrantów z Polski tematami, które najczęściej do nich nie docierały z braku dostępu do książki, filmu, ogólnopolskiej dyskusji na dany temat. Warto zauważyć, że Konwersatorium powstało w czasie, gdy na rynku polonijnym nie było jeszcze telewizyjnych programów publicystycznych, ani powszechnego w okresie późniejszym dostępu do polskiej prasy.

## Początki
Wiosną 1996 r., pod patronatem Polskiego Instytutu Naukowego w Ameryce (ang. Polish Instutute of Arts and Sciences in America  - PIASA), Oddział w Chicago, rozpoczęło swoją działalność Konwersatorium „Dialog '96” pomyślane jako środowiskowe forum dyskusyjne związane z kulturą, historią i sztuką polską oraz ich odbiorem w emigracyjnym środowisku. Ideę regularnych spotkań dyskusyjnych, umożliwiających publiczną reakcję wszystkim zainteresowanym, rzucił dr Wojciech Wierzewski (1941-2008), redaktor naczelny czasopisma „Zgoda”, prezes Oddziału PIASA, a jednocześnie autor radiowego programu „Kalejdoskop”, nadawanego w Chicago ze stacji WPNA 1490 AM. Jego najbliższym współpracownikiem był Piotr Domaradzki, dziennikarz, sekretarz redakcji Dziennika Związkowego, który podjął się pisania o konwersatoriach do prasy polonijnej i przygotowywania broszur „Dialog'96”. Blisko 40 znanych i aktywnych osób z kręgu chicagowskiej Polonii zgłosiło wstępny akces, by uczestniczyć jako paneliści, dyskutanci czy współorganizatorzy regularnych spotkań. Miejscem debat były: Centrum Kopernikowskie, Księgarnia D&Z, Konsulat Generalny RP, Księgarnia Polonia Bookstore, a także studio telewizyjnego programu polonijnego „Polvision”.

## Dzieje
W pierwszym sezonie, 1996, debaty odbywały się co miesiąc. Towarzyszyły im stałe raporty w prasie polonijnej („Dziennik Związkowy” i „Gwiazda Polarna”), a także sprawozdania radiowe w programie „Kalejdoskop” (stacja WPNA 1490 AM w Oak Park pod Chicago), a po każdym spotkaniu ukazywała się broszura, przygotowywana przez Piotra Domaradzkiego, o objętości 10-16 stron, dokumentująca dokładnie odbytą imprezę. Spotkanie Konwersatorium rozpoczynało się zazwyczaj wystąpieniami wyznaczonych panelistów, którzy stawiali swoje, często polemiczne tezy, a następnie dyskusja przenosiła się na całe zgromadzone gremium. Każde ze spotkań było odmienne:
Pierwsze, poświęcone rozmowie na temat „Historii pisanej wciąż na nowo” rozpoczęło się przy „kwadratowym stole”, przy którym zasiedli historycy dr Wojciech Białasiewicz, Piotr Domaradzki, piszący weteran „karpatczyków”, Kazimierz Koszyca i Wojciech Wierzewski, wychodząc od sposobu interpretowania epoki stanisławowskiej oraz postaci ostatniego króla Polski, Stanisława Augusta Poniatowskiego w książce Adama Zamoyskiego, na użytek generalnej tezy o nieustannym kreowaniu obrazu przeszłości „na nowo”, w związku z potrzebami epoki.
Konwersatorium drugie „Co nakręca spiralę złej pamięci?” zostało sprowokowane przez pokaz filmu Mariana Marzyńskiego „Shtetl”, w amerykańskiej telewizji publicznej PBS, wywołującego silne reakcje sprzeciwu w polonijnej społeczności. Tym razem panel składał się z daleko większej ilości dyskutantów: historyka Johna Kulczyckiego ze State University of Illinois, reżysera filmowego Andrzeja Chudzińskiego, aktora Bogdana Łańko, dziennikarzy Jana Krawca, Piotra Domaradzkiego i Wojciecha Wierzewskiego.
Konwersatorium trzecie, „Świadectwo poezji pokolenia Złodziei Czereśni” stanowiło zaproszenie do rozmowy na temat twórczości Adama Lizakowskiego, poety emigracyjnego, który pisuje o doświadczeniach swego pokolenia, uchodźców z Polski z lat 1980., którzy przeszli przez obozy w Europie i starali się znaleźć swoje miejsce w Ameryce. Panelistami byli: polonistki Halina Czajkowska i Maria Zakrzewska, Kazimierz Koszyca, Piotr Domaradzki oraz Wojciech Wierzewski. W debacie głos zabrał również sam poeta, Adam Lizakowski.

## Najpoważniejsze przedsięwzięcia
Najpoważniejszym przedsięwzięciem sezonu stała się jednak letnia debata w studio telewizyjnym „Polvision” w Chicago, „Świadkowie: Kielce 1946” poświęcona pamiętnemu pogromowi w Kielcach, z udziałem zaproszonej publiczności (program został zarejestrowany i był emitowany w ramach programu tej stacji). Zaangażowana została trójka aktorów: Ewa Milde, Bogdan Łańko i Andrzej Szopa, którzy czytali fragmenty dokumentów rzucające światło na przebieg wydarzeń i ich ówczesne oceny w prasie polskiej i opiniach Zachodu. Panel złożony z historyków i publicystów: Andrzej Czuma, Wojciech Bialasiewicz, Piotr Domaradzki i Wojciech Wierzewski, podjął polemikę z utrzymywaną uporczywie tezą o „wybuchu w Kielcach polskiego antysemityzmu”, powołując się na wielorakie źródła oraz na nowo wydaną książkę Krzysztofa Kąkolewskiego „Umarły cmentarz”.
Na jesieni odbywały się kolejne spotkania dyskusyjne w księgarni „D&Z” w Chicago wokół nowych książek: „Hanemann” Stefana Chwina, podejmującej wątek Niemców z Gdańska podczas II wojny światowej, „Strach być Polakiem” Henryka Pająka (rozmiary antypolonizmu i jego źródła), „Rozmowy o dialogu” ks. Waldemara Chrostowskiego, a także „Narodowy charakter Polaków” Edmunda Lewandowskiego. Wszystkie te konwersatoria otwierał wieloosobowy panel, a dyskusja znajdowała swoje odbicie w dokumentacyjnych broszurach przygotowywanych przez Piotra Domaradzkiego. W następnym sezonie to wydawnictwo przestało się - z przyczyn finansowych - ukazywać, natomiast wciąż na łamach dwutygodnika „Gwiazda Polarna” i gazety „Dziennik Związkowy” pojawiały się relacje ze spotkań.

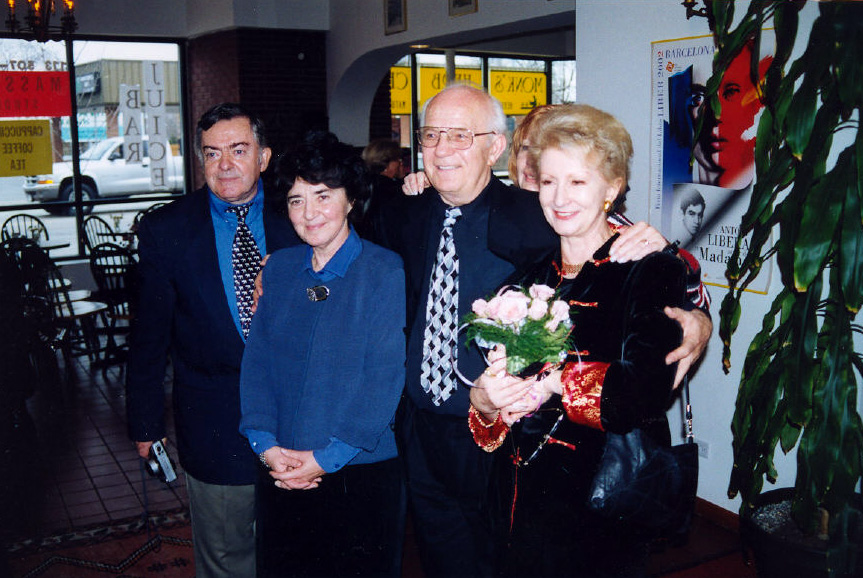
Spotkanie w Księgarni „Polonia” od lewej: Wojciech Wierzewski, właścicielka księgarni Mira Puacz, reżyser Jerzy Antczak, aktorka Jadwiga Barańska

Sezon drugi przyniósł sporo ciekawych gości, indywidualności autorskich oraz aktualnych wątków. W salach Konsulatu RP w Chicago odbyło się w lutym 1997 r. spotkanie z pisarzem – eseista, Charlesem Merrilem, autorem książki „Podróż” („The Journey”) zawierającej plon jego osobistych kontaktów z Polską i Polakami. Miesiąc później, w tym samym miejscu, pokazany został film TV Polskiej „Amerykański brzeg Leopolda Tyrmanda” skomentowany przez panel: Andrzej Czuma, Wojciech Wierzewski i Jacek Zieliński. W maju pojawił się brytyjski historyk Norman Davies, który przedstawił swoją najnowszą książkę „Dzieje Europy” („Europe”), a w czerwcu mieszkający w Kanadzie ukraiński historyk, dr Wiktor Poliszczuk, autor książki „Gorzka prawda”. Zainteresowanie wywołała wizyta w Chicago bohatera kontrowersyjnego filmu „Shtetl”, mieszkańca Briańska Zbigniewa Romaniuka, który wystąpił w konwersatorium „Dialog '96” w księgarni „D&Z”.
Trzeci sezon konwersatorium w roku 1998, to seria spotkań, których punktem wyjścia stały się sporne książki sezonu, np. „Żydzi, Judaizm, Polska” Stanisława Krajewskiego (w panelu wystąpili: dr Tamara Trojanowska, ks. Stefan Filipowicz oraz Wojciech Wierzewski). „Dialog'96” gościł też Marka Brzezińskiego (syna Zbigniewa), który mówił o swojej książce „The Struggle for Constitutionalism in Poland”. Ostatnie badania nad zainteresowaniami i preferencjami Polonii zaprezentował dr Krzysztof Kubik na specjalnej prelekcji w Księgarni „D&Z”. Oddzielną debatę poświęcono serii monografii poświęconych papieżowi Janowi Pawłowi II (Tada Szulca, Carla Bernsteina, Jonathana Kwitnego) komentowanych przez ks. Stefana Filipowicza i Wojciecha Wierzewskiego. Największe ożywienie wywołała wizyta Jerzego Roberta Nowaka, autora „Zagrożeń dla Polski i polskości”, który mówił o przestrogach (do tej pory nie sprawdzonych) dla Polski w roku 1999.

## Ostatni sezon
Rosnące koszty organizowania spotkań i związanych z nimi wysiłków, a także zawodowe obowiązki współpracowników, wpłynęły na mniej regularny tryb dalszych debat i spotkań autorskich, które od roku 1999 zaczęły się odbywać tylko okazjonalnie, głównie w Księgarni „Polonia”. Prowadził je Wojciech Wierzewski, a gośćmi byli m.in.: dr Eugeniusz Łazowski (autor wspomnień zat. „Prywatna wojna”), poeta i tłumacz polskiej poezji z Wielkiej Brytanii Adam Czerniawski, filmowiec z Polski Piotr Zarembski, autor filmu „Prywatna wojna Gan-Ganowicza”, pisarz z Polski Antoni Libera autor „Madame”, reżyser filmowy Jerzy Antczak i jego małżonka, aktorka Jadwiga Barańska (z okazji premiery ich filmu o Szopenie „Pragnienie miłości”), pisarz Henryk Skwarczyński (autor „Z różą i słowikiem w herbie”), poeta Adam Lizakowski (z okazji wydania albumu „Chicago City of Hope”), wydawca „Informatora Polonijnego”, Leszek Gil (przy okazji wejścia na rynek jego albumu fotograficznego o Chicago), a także badacze Polonii – dr Jarosław Rolicki z Krakowa i Marzena Ziejka z UJ. Gościem paru spotkań był wydawca z Torunia, Adam Marszałek, który przywiózł dwie książki Wojciecha Wierzewskiego wydane w jego oficynie – „Polskie Chicago” i „Pegaz za oceanem”, którym poświęcono dwa wieczory autorskie.
Konwersatorium zakończyło działalność w 2000 roku.